# Харківська обласна рада
Харківська обласна рада — є представницьким органом місцевого самоврядування, що представляє спільні інтереси територіальних громад сіл, селищ, міст Харківської області, у межах повноважень, визначених Конституцією України, Законом України «Про місцеве самоврядування в Україні» й іншими законами, а також повноважень, переданих їм сільськими, селищними, міськими радами.
Обласна рада складається з депутатів, обирається населенням Харківської області терміном на п'ять років. Рада обирає постійні і тимчасові комісії. Обласна рада проводить свою роботу сесійно. Сесія складається з пленарних засідань і засідань її постійних комісій.

## Депутати, склад депутатських фракцій і постійних комісій

### V (XXV) скликання
Список депутатів обласної ради V скликання (з 2006 р.) становив 150 осіб.
Діють вісім фракцій:
- Блок Наталії Вітренко «Народна опозиція»
- Партія регіонів
- Блок Юлії Тимошенко
- Наша Україна
- Комуністична партія України
- Відродження
- Віче
- Слобожанський вибір

Позафракційних депутатів немає.
Фракція «Слобожанский вибір» у липні 2008 р. була перейменована в «Русь — Слобожанский вибір».
Створено вісімнадцять постійних комісій:
- з питань прикордонного, міжрегіонального та міжнародного співробітництва;
- з питань аграрної політики, земельних відносин та природокористування;
- з питань бюджету;
- з питань охорони здоров'я, материнства та дитинства;
- з питань інвестицій та розвитку малого і середнього бізнесу;
- з питань культури, історичної спадщини, духовності та національних меншин;
- з питань молодіжної політики, фізичної культури, спорту та туризму;
- з питань науки і освіти;
- з питань забезпечення законності, громадського порядку, боротьби з корупцією та організованою злочинністю;
- з питань забазпечення прав людини, свободи слова та інформації;
- з питань екології, надзвичайних ситуацій та ліквідації їх наслідків;
- з питань планування соціально-економічного розвитку регіону;
- з питань промисловості, будівництва, транспорту, шляхів та зв'язку;
- з питань регламенту, депутатської діяльності, місцевого самоврядування та адміністративно-територіального устрою;
- з питань паливно-енергетичного комплексу, енергозбереження та житлово-комунального господарства;
- з питань спільної власності територіальних громад області;
- з питань соціальної політики та захисту населення;
- з правових питань та регуляторної політики.

27 червня 2008 р. на сесії облради її голова Василь Салигін повідомив, що рада планує скоротити число постійних комісій. За його словами, «багато комісій практично не працюють» і в багатьох комісіях дуже мала кількість депутатів, тому що депутати «уважають ці комісії непрестижними». «Я зараз думаю не над тим, щоб зменшити або збільшити число комісій (однозначно, це буде рішення убік їхнього зменшення), а над тим, як удосконалити роботу Харківської облради», — відзначив В. Салигін.
7 жовтня 2008 р. в ході позачергової сесії облради керівник фракції Партії регіонів Віктор Христоєв запропонував внести до порядку денного сесії питання про звільнення з поста голови облради В. Салигіна. 123 депутати підтримали цю пропозицію. У голосуванні по відставці В. Салигіна взяли участь 127 депутатів, за відставку проголосували 118 депутатів, проти — 5, утрималися — 2, ще два бюлетеня для таємного голосування були визнані недійсними. Заступник голови Харківської облради Сергій Чернов на сесії був обраний головою ради, його кандидатуру шляхом таємного голосування підтримали 120 депутатів (1 — «проти»). Про свою підтримку кандидатури С. Чернова напередодні голосування заявили представники фракцій Партії регіонів, «Нашої України», Блоку Юліи Тимошенко, Комуністичної партії України та партії «Віче».
Голова фракції Блоку Юлії Тимошенко в облраді Андрій Стронов 30 квітня 2010 року на сесії оголосив про складання повноважень керівника фракції та створення групи «За Харківщину», в яку також увійшли депутати від БЮТ Геннадій Броншпак, В'ячеслав Золотарьов, Володимир Кульбеч і Олександр Романов.

### VI (XXVI) скликання
31 жовтня 2010-го обраний депутатський корпус Харківської обласної ради VI скликання. Він складався зі 136 депутатів. В обласній раді утворилося 5 депутатських фракцій: найбільша — фракція «Партії регіонів» (95 депутатів), а також фракції партії «Сильна Україна», Комуністичної партії України, партії «Фронт змін», ВО «Батьківщина». Голова Харківської обласної ради VI скликання — Сергій Чернов.

## Рішення сесій Харківської обласної ради
- Рішення сесій Харківської обласної ради V скликання;
- Рішення сесій Харківської обласної ради 1998-2007 рр.

### VII скликання
Відродження (50)

     Блок Петра Порошенка (19)

     Опозиційний блок (19)

     Об'єднання «Самопоміч» (11)

     Наш край (11)

     ВО «Батьківщина» (7)

     Позафракційні (3)

### Найважливіші обласні цільові програми[6]
| Назва програми | Фінансування, грн | Фінансування, грн | Фінансування, грн | Фінансування, грн | Фінансування, грн |
| --- | ----------------- | ----------------- | ----------------- | ----------------- | ----------------- |
| по роках | 2009              | 2010              | 2011              | 2012              | 2013              |
| Програма розвитку місцевого самоврядування в Харківській області на 2006-2010 рр.                                              | 500 000           | -                 | н/п               | н/п               | н/п               |
| Програма розвитку і використання російської мови в Харківській області на 2007-2012 рр.                                        | 312 000           | -                 | -                 | -                 | н/п               |
| комплексна Програма розвитку гуманітарної сфери                                                                                | 3 902 000         | -                 | -                 | -                 | -                 |
| комплексна програма «Здоров’я Слобожанщини»                                                                                    | 6 000 000         | -                 | -                 | -                 | -                 |
| комплексна Програма соціального захисту населення Харківської області                                                          | 2 334 7000        | -                 | -                 | -                 | -                 |
| Програма економічного і соціального розвитку Харківської області                                                               | 40 015 900        | -                 | -                 | -                 | -                 |
| цільова Програма підготовки та проведення в Харківській області матчів фінальної частини чемпіонату Європи 2012 року з футболу | 10 000 000        | -                 | -                 | -                 | н/п               |

## Голова обласної ради

### Голови (з 1932р.)
- Кузьменко Василь Денисович, лютий 1932 р. — березень 1933 р.
- Шелехес Ілля Савелійович, березень 1933 р. — 9 травня 1934 р.
- Федяєв Іван Федорович, 9 травня 1934 р. — 1935 р.
- Прядченко Григорій Кононович, 1935 р. — 1937 р.
- Прокопенко Микола Миколайович, 1937 р. — 1938 р.
- Бутенко Григорій Прокопович, 1938 р. — січень 1940 р.
- Свинаренко Петро Григорович, 8 січня 1940 р. — 1942 р.
- Волошин Іван Митрофанович, 1943 р. — 1954 р.
- Піснячевський Дмитро Петрович, 1954 р. — 15 лютого 1968 р. в 1963 - грудні 1964 голова сільського облвиконкому
- Трусов Костянтин Ананійович,1963 - грудні 1964 голова промислового облвиконкому
- Бездітко Андрій Павлович, 15 лютого 1968 р. — березень 1983 р.
- Масельський Олександр Степанович, березень 1983 р. — квітень 1990 р.
- Титов Юрій Іванович, 17 квітня 1990 р. — 21 січня 1991 р.
- Масельський Олександр Степанович, 21 січня 1991 р. — 21 квітня 1992 р., 26 червня 1994 р. — 12 квітня 1996 р.
- Тягло Володимир Миколайович, 21 квітня 1992 р. — червень 1994 р., липень 1996 р. — лютий 2002 р.
- Колєснік Олексій Миколайович, 6 квітня 2002 р. — 8 грудня 2004 р.
- Кушнарьов Євген Петрович, 8 грудня 2004 р. — 27 січня 2005 р.
- Шаповалов Олег Володимирович, 15 лютого 2005 р. — 28 квітня 2006 р.
- Салигін Васілій Вікторовіч, 28 квітня 2006 р. — 7 жовтня 2008 р.
- Чернов Сергій Іванович, із 7 жовтня 2008 р. — 11 грудня 2020 p.
- Товмасян Артур Едмарович, 11 грудня 2020 — 19 серпня 2021.
- Єгорова-Луценко Тетяна Петрівна, із 19 серпня 2021

## Відзнаки Харківської обласної державної адміністрації та Харківської обласної ради
- Почесна грамота Харківської обласної державної адміністрації та Харківської обласної ради;
- Подяка голови Харківської обласної державної адміністрації та голови Харківської обласної ради.

## Відзнаки Харківської обласної ради
- звання «Почесний громадянин Харківської області»;
- Почесна відзнака Харківської обласної ради «Слобожанська слава»;
- Грамота Харківської обласної ради;
- Подяка голови Харківської обласної ради;
- Заохочувальна відзнака «Цінний подарунок — годинник з логотипом „Голова Харківської обласної ради“».

## Видання Харківської обласної ради
Газета «Слобідський край»

## Цікаві факти
- 8 травня 2008 р. позачергова сесія Харківської обласної ради пройшла не в сесійному залі Будинку рад, а просто неба — на майдані Свободи[7] [8], а 26 червня відбулася вже виїзна сесія, що пройшла в залі засідань Балаклійської районної ради (у Будинку культури селища Червоний Донець)[9] [10] [11].
- Харківська обласна рада в 2009 р. стала переможцем в номінації «Найкраща рада» у категорії «Підтримка» щорічного конкурсу «Зорі надії», що проводить Всеукраїнська спілка громадських організацій «Конфедерація громадських організацій інвалідів України»[12].